# Alpiner Nor-Am Cup 2011/12
Die Saison 2011/2012 des Alpinen Nor-Am Cup begann am 26. November 2011 in Loveland (Colorado) und endete am 24. März 2012 in Mont Sainte-Anne. Bei Damen und Herren waren jeweils 29 Rennen (4 Abfahrten, 7 Super-G, 8 Riesenslaloms, 8 Slaloms und 2 Super-Kombinationen) geplant. Am Ende der Saison mussten alle Rennen in Le Massif (je 2 Abfahrten, 1 Super-G und 1 Riesenslalom) wegen warmen Wetters abgesagt werden.
Die Tabellen zeigen die fünf Bestplatzierten in der Gesamtwertung und in jeder Disziplinwertung sowie die drei besten Fahrer jedes Rennens.

## Herren

### Gesamtwertung
| Rang | Name                | Land               | Punkte |
| ---- | ------------------- | ------------------ | ------ |
| 1    | Erik Read           | Kanada             | 888    |
| 2    | Ryan Cochran-Siegle | Vereinigte Staaten | 878    |
| 3    | Trevor Philp        | Kanada             | 682    |
| 4    | Chris Frank         | Vereinigte Staaten | 518    |
| 5    | Phil Brown          | Kanada             | 480    |

### Abfahrt
| Rang | Name                | Land               | Punkte |
| ---- | ------------------- | ------------------ | ------ |
| 1    | Ryan Cochran-Siegle | Vereinigte Staaten | 180    |
| 2    | Conrad Pridy        | Kanada             | 160    |
| 3    | Dustin Cook         | Kanada             | 140    |
| 4    | Louis-Pierre Hélie  | Kanada             | 100    |
| 5    | Thomas Biesemeyer   | Vereinigte Staaten | 077    |

### Super-G
| Rang | Name                | Land               | Punkte |
| ---- | ------------------- | ------------------ | ------ |
| 1    | Ryan Cochran-Siegle | Vereinigte Staaten | 419    |
| 2    | Erik Read           | Kanada             | 286    |
| 3    | Jeffrey Frisch      | Kanada             | 272    |
| 4    | Bryce Bennett       | Vereinigte Staaten | 269    |
| 5    | Chris Frank         | Vereinigte Staaten | 231    |

### Riesenslalom
| Rang | Name                 | Land               | Punkte |
| ---- | -------------------- | ------------------ | ------ |
| 1    | Robby Kelley         | Vereinigte Staaten | 227    |
| 2    | Trevor Philp         | Kanada             | 223    |
| 3    | Erik Read            | Kanada             | 221    |
| 4    | Leif Kristian Haugen | Norwegen           | 215    |
| 5    | Phil Brown           | Kanada             | 202    |

### Slalom
| Rang | Name                | Land               | Punkte |
| ---- | ------------------- | ------------------ | ------ |
| 1    | Will Brandenburg    | Vereinigte Staaten | 336    |
| 2    | Jonathan Nordbotten | Norwegen           | 306    |
| 3    | Trevor Philp        | Kanada             | 286    |
| 4    | Espen Lysdahl       | Norwegen           | 236    |
| 5    | Colby Granstrom     | Vereinigte Staaten | 233    |

### Super-Kombination
| Rang | Name           | Land               | Punkte |
| ---- | -------------- | ------------------ | ------ |
| 1    | Erik Read      | Kanada             | 180    |
| 2    | Trevor Philp   | Kanada             | 140    |
| 3    | Jared Goldberg | Vereinigte Staaten | 096    |
| 4    | Chris Frank    | Vereinigte Staaten | 085    |
| 5    | Phil Brown     | Kanada             | 080    |

### Podestplätze
Disziplinen:
- DH = Abfahrt
- SG = Super-G
- GS = Riesenslalom
- SL = Slalom
- SC = Superkombination

| Datum      | Ort              | Dis. | 1. Platz                                    | 2. Platz                                | 3. Platz                   |
| ---------- | ---------------- | ---- | ------------------------------------------- | --------------------------------------- | -------------------------- |
| 26.11.2011 | Loveland         | SL   | Will Brandenburg (USA)                      | Marcel Hirscher (AUT)                   | Brad Spence (CAN)          |
| 27.11.2011 | Loveland         | SL   | Will Brandenburg (USA)                      | Mario Matt (AUT)                        | Paul Stutz (CAN)           |
| 28.11.2011 | Aspen            | GS   | Marcel Hirscher (AUT)                       | Cyprien Richard (FRA)                   | Matts Olsson (SWE)         |
| 29.11.2011 | Aspen            | GS   | Tommy Ford (USA)                            | Marcel Hirscher (AUT)                   | Will Gregorak (USA)        |
| 06.12.2011 | Nakiska          | SG   | Erik Fisher (USA) Ryan Cochran-Siegle (USA) |                                         | Philipp Zepnik (GER)       |
| 07.12.2011 | Nakiska          | SG   | Ryan Cochran-Siegle (USA)                   | Dustin Cook (CAN)                       | Wiley Maple (USA)          |
| 09.12.2011 | Nakiska          | SC   | Trevor Philp (CAN)                          | Erik Read (CAN)                         | Andy Trow (CAN)            |
| 11.12.2011 | Panorama         | SG   | Erik Read (CAN)                             | Tomaž Sovič (SLO) Anton Lindebner (GER) |                            |
| 12.12.2011 | Panorama         | SG   | Ryan Cochran-Siegle (USA)                   | Phil Brown (CAN)                        | Jared Goldberg (USA)       |
| 12.12.2011 | Panorama         | SC   | Erik Read (CAN)                             | Phil Brown (CAN)                        | Jared Goldberg (USA)       |
| 13.12.2011 | Panorama         | GS   | Robby Kelley (USA)                          | Dustin Cook (CAN)                       | Brennan Rubie (USA)        |
| 14.12.2011 | Panorama         | GS   | Robby Kelley (USA)                          | Espen Lysdahl (NOR)                     | Charles Christianson (USA) |
| 15.12.2011 | Panorama         | SL   | Bernard Vajdič (SLO)                        | Jonathan Nordbotten (NOR)               | Michael Ankeny (USA)       |
| 16.12.2011 | Panorama         | SL   | Jonathan Nordbotten (NOR)                   | Michael Ankeny (USA)                    | Colby Granstrom (USA)      |
| 04.02.2012 | Vail             | SL   | Brad Spence (CAN)                           | Espen Lysdahl (NOR)                     | Leif Kristian Haugen (NOR) |
| 05.02.2012 | Vail             | SL   | Will Brandenburg (USA)                      | Trevor Philp (CAN)                      | Leif Kristian Haugen (NOR) |
| 06.02.2012 | Vail             | GS   | Will Gregorak (USA)                         | Jean-Philippe Roy (CAN)                 | Trevor Philp (CAN)         |
| 07.02.2012 | Vail             | GS   | Erik Read (CAN)                             | Jean-Philippe Roy (CAN)                 | Leif Kristian Haugen (NOR) |
| 09.02.2012 | Aspen            | SG   | Bryce Bennett (USA)                         | Jeffrey Frisch (CAN)                    | Ryan Cochran-Siegle (USA)  |
| 10.02.2012 | Aspen            | SG   | Jeffrey Frisch (CAN)                        | Bryce Bennett (USA)                     | Erik Read (CAN)            |
| 12.02.2012 | Aspen            | DH   | Conrad Pridy (CAN)                          | Ryan Cochran-Siegle (USA)               | Dustin Cook (CAN)          |
| 14.02.2012 | Aspen            | DH   | Ryan Cochran-Siegle (USA)                   | Dustin Cook (CAN)                       | Conrad Pridy (CAN)         |
| 12.03.2012 | Stowe            | GS   | Phil Brown (CAN)                            | Nick Cohee (USA)                        | Trevor Philp (CAN)         |
| 13.03.2012 | Stowe            | SL   | Trevor Philp (CAN)                          | Ryan Cochran-Siegle (USA)               | Colby Granstrom (USA)      |
| 20.03.2012 | Le Massif        | DH   | Abgesagt.                                   | Abgesagt.                               | Abgesagt.                  |
| 21.03.2012 | Le Massif        | DH   | Abgesagt.                                   | Abgesagt.                               | Abgesagt.                  |
| 22.03.2012 | Le Massif        | SG   | Abgesagt.                                   | Abgesagt.                               | Abgesagt.                  |
| 23.03.2012 | Le Massif        | GS   | Abgesagt.                                   | Abgesagt.                               | Abgesagt.                  |
| 24.03.2012 | Mont Sainte-Anne | SL   | Michael Janyk (CAN)                         | Colby Granstrom (USA)                   | Michael Ankeny (USA)       |

## Damen

### Gesamtwertung
| Rang | Name          | Land               | Punkte |
| ---- | ------------- | ------------------ | ------ |
| 1    | Julia Ford    | Vereinigte Staaten | 871    |
| 2    | Abby Ghent    | Vereinigte Staaten | 830    |
| 3    | Megan McJames | Vereinigte Staaten | 761    |
| 4    | Madison Irwin | Kanada             | 735    |
| 5    | Kiley Staples | Vereinigte Staaten | 639    |

### Abfahrt
| Rang | Name          | Land               | Punkte |
| ---- | ------------- | ------------------ | ------ |
| 1    | Julia Ford    | Vereinigte Staaten | 200    |
| 2    | Abby Ghent    | Vereinigte Staaten | 130    |
| 3    | Tess Davies   | Kanada             | 116    |
| 4    | Kiley Staples | Vereinigte Staaten | 105    |
|      | Brooke Wales  | Vereinigte Staaten | 105    |

### Super-G
| Rang | Name             | Land               | Punkte |
| ---- | ---------------- | ------------------ | ------ |
| 1    | Marija Bedarjowa | Russland           | 269    |
| 2    | Abby Ghent       | Vereinigte Staaten | 267    |
| 3    | Julia Ford       | Vereinigte Staaten | 250    |
| 4    | Madison Irwin    | Kanada             | 240    |
| 5    | Larisa Yurkiw    | Kanada             | 225    |

### Riesenslalom
| Rang | Name                   | Land               | Punkte |
| ---- | ---------------------- | ------------------ | ------ |
| 1    | Megan McJames          | Vereinigte Staaten | 322    |
| 2    | Marie-Pier Préfontaine | Kanada             | 300    |
| 3    | Abby Ghent             | Vereinigte Staaten | 291    |
| 4    | Resi Stiegler          | Vereinigte Staaten | 249    |
| 5    | Julia Ford             | Vereinigte Staaten | 215    |

### Slalom
| Rang | Name            | Land               | Punkte |
| ---- | --------------- | ------------------ | ------ |
| 1    | Elli Terwiel    | Kanada             | 348    |
| 2    | Erin Mielzynski | Kanada             | 330    |
| 3    | Hailey Duke     | Vereinigte Staaten | 288    |
| 4    | Kiley Staples   | Vereinigte Staaten | 258    |
| 5    | Resi Stiegler   | Vereinigte Staaten | 212    |

### Super-Kombination
| Rang | Name                   | Land               | Punkte |
| ---- | ---------------------- | ------------------ | ------ |
| 1    | Jelena Prostewa        | Russland           | 160    |
| 2    | Marie-Pier Préfontaine | Kanada             | 100    |
| 3    | Anna Sorokina          | Russland           | 089    |
| 4    | Abby Ghent             | Vereinigte Staaten | 086    |
| 5    | Jelena Jakowischina    | Russland           | 085    |
|      | Anastassija Kedrina    | Russland           | 085    |

### Podestplätze
Disziplinen:
- DH = Abfahrt
- SG = Super-G
- GS = Riesenslalom
- SL = Slalom
- SC = Superkombination

| Datum      | Ort              | Dis. | 1. Platz                     | 2. Platz                        | 3. Platz                        |
| ---------- | ---------------- | ---- | ---------------------------- | ------------------------------- | ------------------------------- |
| 28.11.2011 | Loveland         | SL   | Christina Geiger (GER)       | Marie-Michèle Gagnon (CAN)      | Lena Dürr (GER)                 |
| 29.11.2011 | Loveland         | SL   | Mikaela Shiffrin (USA)       | Lena Dürr (GER)                 | Fanny Chmelar (GER)             |
| 30.11.2011 | Aspen            | GS   | Marie-Pier Préfontaine (CAN) | Ana Drev (SLO)                  | Corinne Suter (SUI)             |
| 01.12.2011 | Aspen            | GS   | Marie-Pier Préfontaine (CAN) | Corinne Suter (SUI)             | Wendy Holdener (SUI)            |
| 06.12.2011 | Nakiska          | SG   | Marija Bedarjowa (RUS)       | Jelena Prostewa (RUS)           | Greta Small (AUS)               |
| 07.12.2011 | Nakiska          | SG   | Marija Bedarjowa (RUS)       | Madison Irwin (CAN)             | Anastassija Kedrina (RUS)       |
| 08.12.2011 | Nakiska          | SC   | Jelena Prostewa (RUS)        | Madison Irwin (CAN)             | Anna Sorokina (RUS)             |
| 11.12.2011 | Panorama         | SG   | Larisa Yurkiw (CAN)          | Marie-Pier Préfontaine (CAN)    | Abby Ghent (USA)                |
| 11.12.2011 | Panorama         | SC   | Marie-Pier Préfontaine (CAN) | Megan McJames (USA)             | Jelena Prostewa (RUS)           |
| 12.12.2011 | Panorama         | SG   | Marie-Pier Préfontaine (CAN) | Larisa Yurkiw (CAN)             | Madison Irwin (CAN)             |
| 13.12.2011 | Panorama         | SL   | Erin Mielzynski (CAN)        | Anna Goodman (CAN)              | Kristina Riis-Johannessen (NOR) |
| 14.12.2011 | Panorama         | SL   | Erin Mielzynski (CAN)        | Ève Routhier (CAN)              | Kiley Staples (USA)             |
| 15.12.2011 | Panorama         | GS   | Anastassija Kedrina (RUS)    | Megan McJames (USA)             | Abby Ghent (USA)                |
| 16.12.2011 | Panorama         | GS   | Larisa Yurkiw (CAN)          | Anastassija Kedrina (RUS)       | Julia Ford (USA)                |
| 02.02.2012 | Vail             | GS   | Resi Stiegler (USA)          | Abby Ghent (USA)                | Madison Irwin (CAN)             |
| 03.02.2012 | Vail             | GS   | Resi Stiegler (USA)          | Brooke Wales (USA)              | Megan McJames (USA)             |
| 04.02.2012 | Vail             | SL   | Madison Irwin (CAN)          | Resi Stiegler (USA)             | Elli Terwiel (CAN)              |
| 05.02.2012 | Vail             | SL   | Resi Stiegler (USA)          | Elli Terwiel (CAN)              | Brittany Phelan (CAN)           |
| 09.02.2012 | Aspen            | SG   | Julia Ford (USA)             | Abby Ghent (USA)                | Lauren Samuels (USA)            |
| 10.02.2012 | Aspen            | SG   | Julia Ford (USA)             | Abby Ghent (USA)                | Brooke Wales (USA)              |
| 13.02.2012 | Aspen            | DH   | Julia Ford (USA)             | Abby Ghent (USA)                | Brooke Wales (USA)              |
| 14.02.2012 | Aspen            | DH   | Julia Ford (USA)             | Tess Davies (CAN)               | Kiley Staples (USA)             |
| 13.03.2012 | Mont Garceau     | GS   | Marie-Pier Préfontaine (CAN) | Kristina Riis-Johannessen (NOR) | Larisa Yurkiw (CAN)             |
| 14.03.2012 | Val Saint-Côme   | SL   | Anna Goodman (CAN)           | Hailey Duke (USA)               | Kristina Riis-Johannessen (NOR) |
| 20.03.2012 | Le Massif        | DH   | Abgesagt.                    | Abgesagt.                       | Abgesagt.                       |
| 21.03.2012 | Le Massif        | DH   | Abgesagt.                    | Abgesagt.                       | Abgesagt.                       |
| 22.03.2012 | Le Massif        | SG   | Abgesagt.                    | Abgesagt.                       | Abgesagt.                       |
| 23.03.2012 | Mont Sainte-Anne | SL   | Marie-Michèle Gagnon (CAN)   | Erin Mielzynski (CAN)           | Hailey Duke (USA)               |
| 24.03.2012 | Le Massif        | GS   | Abgesagt.                    | Abgesagt.                       | Abgesagt.                       |